# كارول م. بوندي
كارول م. بوندي (بالإنجليزية: Carol M. Bundy) (26 أغسطس 1942 - 9 ديسمبر 2003) قاتلة متسلسلة أمريكية. أصبحت بوندي ودوغ كلارك يُعرفان جميعًا باسم «صانعي ستريب ستيلز» بعد إدانتهما بسلسلة من جرائم القتل في لوس أنجلوس في أواخر ربيع وأوائل صيف عام 1980. وكان الضحايا من المشتغلين بالجنس أو الهاربين.